# Tim Maia
Sebastião Rodrigues Maia, más conocido como Tim Maia (portugués brasileño: /tʃĩ ˈmajɐ/; Río de Janeiro, 28 de septiembre de 1942 ‑ Niterói, 15 de marzo de 1998), fue un cantante y compositor brasileño. Formó parte de una ola de artistas de los años 70 que "brasilianizaron" géneros musicales y tendencias extranjeras, erigiéndose como uno de los máximos exponentes del soul y el funk de su país, y convirtiéndose en una de las grandes figuras de la música brasileña.
Calificado por algunos como el padre del soul brasileño, su estilo inconfundible combinaba el funk más clásico y bailable (en la línea de James Brown y Kool & the Gang) con su voz grave y profunda (que recuerda a Barry White). Alcanzó el éxito en su país natal en la década de 1970, y siguió grabando discos y realizando presentaciones en vivo hasta su muerte en 1998, producto de una infección generalizada, después de intentar realizar un show en un precario estado de salud.

## Carrera musical

### Orígenes
Sebastião Rodrigues Maia nació en el barrio de Tijuca, en la zona norte de Río de Janeiro. Desde temprana edad demostraba habilidades musicales; a los ocho años ya componía canciones, y para los doce tocaba la batería. Escuchaba a Elvis Presley y Little Richard, como también a Bienvenido Granda y al trío Los Panchos. A los catorce convenció al sacerdote de su parroquia a que le comprase una batería, la que usaría para tocar música popular cuando el padre no lo advertía. Durante su juventud en Tijuca, conoció a Erasmo Carlos, a quien le enseñó a tocar la guitarra, y con el cual, junto a Roberto Carlos formarían la banda de rock and roll The Sputniks en 1957 con Tim a la cabeza, debido a su versatilidad. El grupo buscaría oportunidades para presentarse ante el público, siendo una de ellas en el Clube do Rock, en el barrio de Copacabana, creado por el productor Carlos Imperial; en dicha ocasión, Roberto Carlos apartó a Imperial con el objeto de que lo escuchase cantar individualmente. Imperial accedió inmediatamente le dio un espacio como solista en el club para mantenerlo dentro de su esfera de influencia. Tim vio este intento de Roberto Carlos por promoverse separado del grupo como una traición, y la relación entre ambos se tornó amarga. Después de una serie de desacuerdos, The Sputniks se disolvió en 1959.

### En los Estados Unidos
En 1959, Tim se mudó a los Estados Unidos. Con 17 años de edad, ingresó ilegalmente al país en donde vivió de forma marginal, realizando diversos trabajos para sobrevivir, como vigilante, repartidor de pizzas e inclusive traficando marihuana. Se estableció en el barrio neoyorquino de Tarrytown y durante este periodo se familiarizó con la música negra del país, participando de varias bandas de la ciudad de Nueva York como The Ideals, en las que adquiriría el apodo de Jimmy the Brazilian. Se estima que ésta experiencia fue clave en su posterior desarrollo musical.
Fue detenido en el estado de Florida junto a otros tres sujetos tras ser encontrado en posesión de marihuana en un auto robado, y pasó seis meses en la cárcel. entre 1963 y 1964 fue deportado de vuelta a Brasil.

### De vuelta en Brasil

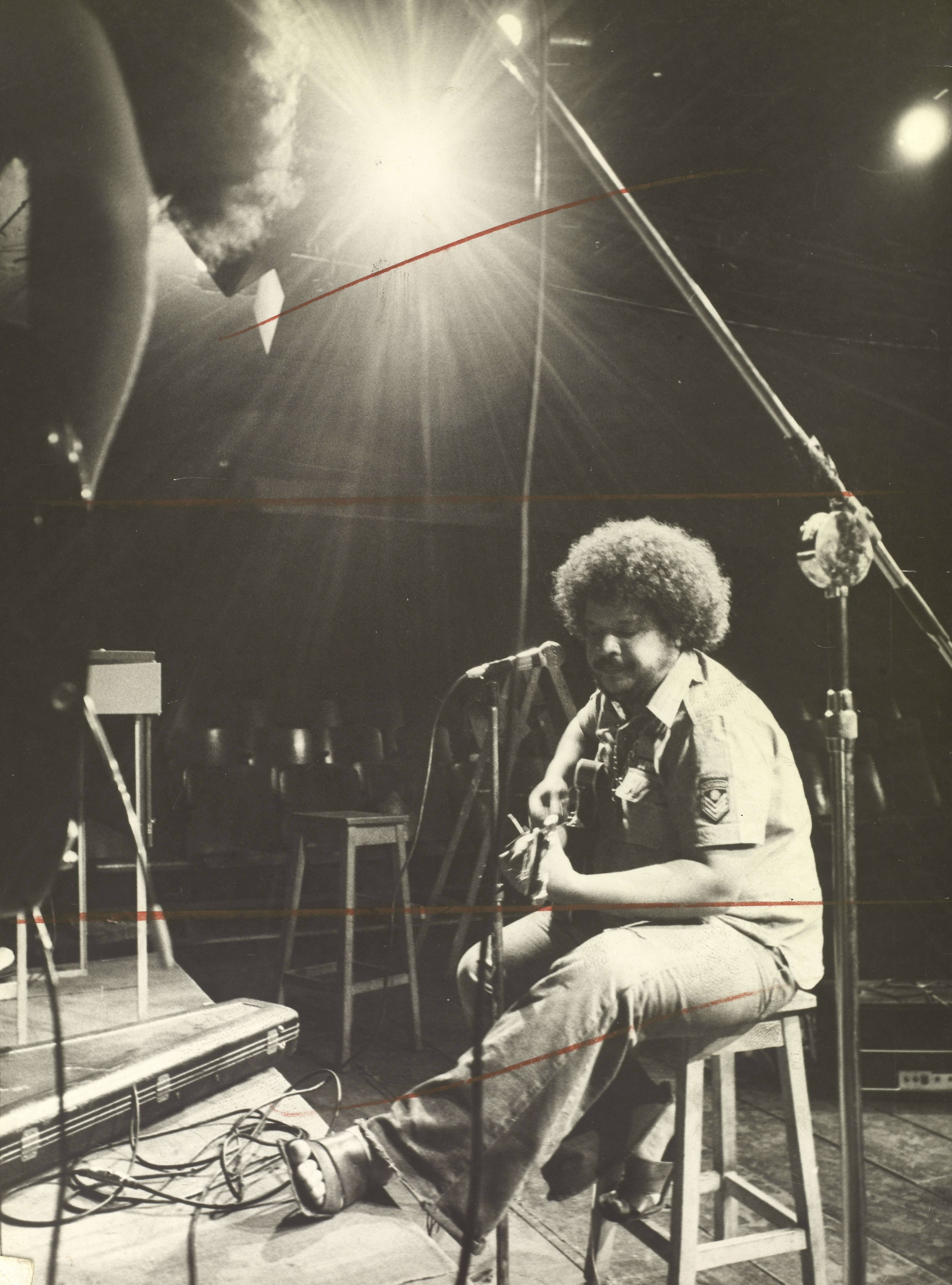
Tim en 1972. Archivo Nacional del Brasil.

Después de retornar a Brasil, Tim se trasladó a São Paulo para encontrar mayores oportunidades para darse a conocer en el ambiente musical del país.
Tim tardó años en un difícil intento por abrirse paso en una escena dividida entre la MPB (música popular brasileña, de pretensiones intelectuales) y el iê-iê-iê, pero la irrupción del tropicalismo entre 1967 y 1968 logró derribar dicha barrera al incorporar elementos de rock, soul y el pop dentro del ámbito de la música popular de Brasil.
En 1968 grabó el sencillo These are the songs, el que volvería a lanzar en 1969, como un dueto con Elis Regina, impulsando su popularidad hasta poder asegurar un contrato discográfico.
Su primer éxito fue "Padre Cícero" (basado en el Padre Cícero [1844‑1934]), compuesto para la telenovela Irmãos Coragem, en el que mezclaba soul con elementos del forró. Este y otros temas célebres como "Eu amo você", "Primavera (vai chuvá)" y "Azul da cor do mar" pasarían a integrar su primer álbum simplemente titulado Tim Maia en 1970, que daría origen a un modo brasileño de abordar la música soul.
En 1974, Tim se presentó en vivo junto a grandes estrellas de la MPB, como Elis Regina, Chico Buarque, Maria Bethânia y Rita Lee con motivo de la inauguración del nuevo Teatro Bandeirantes en São Paulo.

### Etapa «irracional»
A mediados de los años 1970, Tim se involucró con la religión ovni Cultura Racional. Dejó de lado su costumbre de fiesteo y consumo de drogas y alcohol y adoptó los hábitos de abstinencia y meditación de su nueva religión, impetuoso por predicar su mensaje.
La empresa Polydor, que hasta entonces había sido su disquera, se mostró reticente hacia esta nueva empresa, por lo que Maia fundó su propio sello "Seroma" (por sus iniciales), y se dispuso a grabar dos discos promoviendo su nueva fe; Tim Maia Racional Vol.1 y Vol.2. En ellos, emuló los modelos de soul estadounidense de Motown y Stax, dándoles un giro propio que resultaría en un sonido nunca antes visto en la música brasileña. El bajo pesado, el staccato de sus vientos, el pulso de su batería y su versátil pero relajada voz que abarcaría tanto falsetes como rugidos graves llamaría la atención de varios jóvenes de Río de Janeiro interesados en el soul, impulsando no sólo este sonido entre el público de la ciudad, sino también su ethos, marcado por su identidad afro. A pesar de diversas críticas a este nuevo sonido tanto de partidarios como opositores del régimen militar –principalmente centradas en su naturaleza extranjerizante y falta de acomodación a la realidad brasileña–, los álbumes y el soul que los caracterizaba se volvieron un éxito en Brasil hasta fines de los 70.
En 1976, Maia dejó Cultura Racional, rechazando asociarse a dicho movimiento desde entonces. De este afirmaría más tarde: "Fui a esa secta que prometía prepararme para entrar en contacto con seres extraterrestres. Cuando llegué, vi que el asunto era umbanda, candomblé y espiritismo".

### Disco Cluby años 80
En 1978, Tim se reinventó con el álbum Tim Maia Disco Club, en el cual incursionó en la música disco. Su producción fue algo dificultosa, cambiando de arreglista en medio de esta. Sin embargo, con éxitos como "A fim de voltar" y "Acenda o farol", el álbum resultó ser un suceso en ventas y un hito del género en Brasil. En 1980 lo siguió con su sencillo de disco-funk "Você e eu, eu e você (juntinhos)".
En los años posteriores, Maia experimentó una caída en su popularidad, pero desde 1983 volvería a triunfar con una seguidilla de éxitos como el bailable "O descobridor dos sete mares", y baladas románticas como "Bons momentos", "Bem-vinda", "Pede a ela", "Me dê motivo" y "Leva", las que se volverían el elemento principal de su repertorio.
Fuera de Brasil, la figura de Tim Maia "explotó" en 1985 por la balada «Um dia de domingo», que grabó junto a la cantante bahiana Gal Costa.
Durante sus 28 años de carrera profesional, grabó en total 32 discos.
En 2021, el estudio Vitória Regia lanzó póstumamente el álbum Yo te amo, compuesto de versiones en español de algunos de sus grandes éxitos, inéditas y recientemente descubiertas.

## Fallecimiento
El 8 de marzo de 1998, Tim se dispuso a grabar una presentación para la televisión en el Teatro municipal de Niterói en un precario estado de salud. Sufriendo de una descompensación, el show tuvo que ser cancelado al poco tiempo y Tim fue trasladado de urgencia al Hospital Universitário Antônio Pedro. Presentando varios problemas de salud relacionados con su obesidad y su adicción al alcohol y las drogas, Tim desarrolló una infección generalizada que devino en su muerte en el hospital el día 15 de marzo, a la edad de 55 años.

## Imagen y vida personal
Muchos no perdonaron la naturaleza espontánea de Maia (no era extraño que no se presentara a un concierto) así como sus provocadoras declaraciones, ya que el propio músico reconocía abiertamente su adicción a la cocaína y la marihuana. Así fue como la Rede Globo fue parte de un boicot mediático contra el cantante, pese a lo cual logró el éxito e incluso fundó su propio sello discográfico (primero llamado Seroma y luego Vitória Régia Discos).
Después de abandonar Cultura Racional, Maia hizo lo posible por olvidar los dos álbumes lanzados durante su estadía en el movimiento, rehusándose a relanzarlos y desalentando a otros artistas a grabar versiones de las canciones contenidas en ellos. Los discos originales se han vuelto objetos de colección altamente codiciados, y no fue hasta después de la muerte de Maia que dichos álbumes recibieron relanzamientos oficiales, sumándose a ellos un tercero inédito, Tim Maia Racional, Vol. 3. Carmelo Maia calificó el paso de su padre por Cultura Racional como "totalmente traumatizante para él". Junior Mendes afirmó que Tim "quedó muy antagónico al movimiento después, pasó a no gustar de los dogmas".
Maia se afilió al Partido Socialista Brasileño en 1997 y anunció su intención de ser candidato al Senado por su natal Río de Janeiro, sin embargo, murió antes de las elecciones generales de 1998.
Ed Motta, un reconocido artista brasileño de funk y soul, es sobrino de Tim Maia.

## Reconocimientos
Muchos artistas brasileños hicieron versiones de sus canciones, como Kid Abelha, Viper, Lulu Santos y Paralamas do Sucesso, e incluso la banda norteamericana Guns N' Roses realizó un cover de su tema "Sossego" durante la gira Chinese Democracy World Tour. Recibió homenajes de parte de músicos consagrados como Caetano Veloso y Jorge Ben Jor.
El 24 de mayo de 2000, la Cámara Municipal de Río de Janeiro sancionó la ley a través de la cual denominó Pontal Tim Maia al cerro ubicado en la unión de las playas Recreio dos Bandeirantes y Grumarí, en la zona oeste de la ciudad.
El 10 de marzo de 2005, la Cámara Municipal de Río de Janeiro resolvió denominar "Espaço Cultural Tim Maia" a la feria de libros y discos que se realiza en la calle Pedro Lessa, entre la avenida Rio Branco y Rua México, en el centro carioca.
En 2007, la hinchada de Corinthians modificó la letra de su éxito "Não quero dinheiro" para alentar a su equipo, mientras que en 2009 los seguidores de Flamengo eligieron para hacer sus cantos de tribuna la música de "Vale tudo", otro de los temas más conocidos de Maia.
En abril de 2009, la guionista Antonia Pellegrino anunció la realización de una película cuya trama gira en torno a la adolescencia de Tim Maia en el barrio carioca Tijuca, finalmente estrenado en octubre de 2014.
En Argentina, más precisamente en la ciudad de Avellaneda, provincia de Buenos Aires, existe hace varios años una agrupación de música reggae llamada "Timaias", en clara alusión al músico brasileño.

## Discografía
| Año                     | Álbum                                               |
| 1970                    | Tim Maia                                            |
| 1971                    | Tim Maia (volume 2)                                 |
| 1972                    | Tim Maia (volume 3)                                 |
| 1973                    | Tim Maia (volume 4)                                 |
| 1975                    | Tim Maia Racional, Vol. 1                           |
| 1976                    | Tim Maia Racional, Vol. 2                           |
| 1976                    | Tim Maia (volume 5)                                 |
| 1977                    | Tim Maia (volume 6)                                 |
| 1978                    | Tim Maia Disco Club                                 |
| 1978                    | Tim Maia em Inglês                                  |
| 1978                    | Tim Maia (volume 7)                                 |
| 1979                    | Reencontro                                          |
| 1980                    | Tim Maia (volume 8)                                 |
| 1982                    | Nuvens                                              |
| 1983                    | O Descobridor dos Sete Mares                        |
| 1984                    | Sufocante                                           |
| 1985                    | Tim Maia (volume 9)                                 |
| 1986                    | Tim Maia (volume 10)                                |
| 1987                    | Somos América                                       |
| 1988                    | Carinhos                                            |
| 1990                    | Dance Bem                                           |
| 1990                    | Tim Maia Interpreta Clássicos da Bossa Nova         |
| 1991                    | Sossego                                             |
| 1993                    | Não Quero Dinheiro                                  |
| 1993                    | Tim Maia Romântico                                  |
| 1994                    | Voltou Clarear                                      |
| 1995                    | Nova Era Glacial                                    |
| 1996                    | Tim Maia & Os Cariocas: Amigos do Rei               |
| 1996                    | What a Wonderful World                              |
| 1997                    | Pro Meu Grande Amor                                 |
| 1997                    | Sorriso de Criança                                  |
| 1997                    | Só Você (Para Ouvir e Dançar)                       |
| Recopilatorios póstumos |                                                     |
| 1998                    | O Melhor de Tim Maia                                |
| 1999                    | Soul Tim                                            |
| 1999                    | Inesquecível                                        |
| 2001                    | Tim Maia pra Sempre                                 |
| 2001                    | Warner 25 Anos                                      |
| 2002                    | Série Identidade                                    |
| 2002                    | Tim Maia Canta em Inglês: These Are the Songs       |
| 2002                    | Vou Pedir pra Você Voltar                           |
| 2003                    | Forró do Brasil                                     |
| 2004                    | Soul Tim: Duetos                                    |
| 2004                    | A Arte de Tim Maia                                  |
| 2004                    | I Love MPB                                          |
| 2006                    | Novo Millennium                                     |
| 2006                    | Dançando a Noite Inteira (Jorge Ben Jor e Tim Maia) |
| 2011                    | Tim Maia Racional, Vol. 3                           |
| 2021                    | Yo Te Amo                                           |
| Álbumes en vivo         |                                                     |
| 1992                    | Tim Maia ao Vivo                                    |
| 1998                    | Tim Maia ao Vivo II                                 |
| 2007                    | Tim Maia in Concert                                 |